# Campionato europeo maschile di pallavolo 2023
Il campionato europeo maschile di pallavolo 2023 si è svolto dal 28 agosto al 16 settembre 2023 ad Ancona, Bari, Bologna, Perugia e Roma, in Italia, a Varna, in Bulgaria, a Tel Aviv, in Israele, e a Skopje, in Macedonia del Nord: al torneo hanno partecipato ventiquattro squadre nazionali europee e la vittoria finale è andata per la seconda volta alla Polonia.

## Qualificazioni
Al torneo hanno partecipato: le quattro nazionali dei paesi organizzatori, le prime otto nazionali classificate al campionato europeo 2021 (in questo caso si è qualificata la nona classificata in quanto l'Italia, prima nella precedente edizione, è già qualificata come paese organizzatore) e dodici nazionali qualificate tramite il torneo di qualificazione.

## Impianti
|                                                                      |                                                                                      |                                                                                        |
|                                                                      |                                                                                      |                                                                                        |
| PalaRossini Città: Ancona Capienza: 5 066 Anno d'apertura: 1992      | PalaFlorio Città: Bari Capienza: 6 000 Anno d'apertura: 1991                         | Unipol Arena Città: Bologna Capienza: 8 800 Anno d'apertura: 1993                      |
|                                                                      |                                                                                      |                                                                                        |
| PalaEvangelisti Città: Perugia Capienza: 4 000 Anno d'apertura: 1984 | Palazzo dello Sport Città: Roma Capienza: 11 200 Anno d'apertura: 1960               | Palazzo della cultura e dello sport Città: Varna Capienza: 6 000 Anno d'apertura: 1968 |
|                                                                      |                                                                                      |                                                                                        |
| Tel Aviv Arena Città: Tel Aviv Capienza: 3 504 Anno d'apertura: 2014 | Sportski centar Boris Trajkovski Città: Skopje Capienza: 8 000 Anno d'apertura: 2008 |                                                                                        |

## Regolamento

### Formula
La formula ha previsto:
- Fase a gironi, disputata con gironi all'italiana: le prime quattro classificate di ogni girone hanno acceduto alla fase finale.
- Fase finale, disputata con ottavi di finale, quarti di finale, semifinali, finale per il terzo posto e finale.

### Criteri di classifica
Se il risultato finale è stato di 3-0 o 3-1 sono stati assegnati 3 punti alla squadra vincente e 0 a quella sconfitta, se il risultato finale è stato di 3-2 sono stati assegnati 2 punti alla squadra vincente e 1 a quella sconfitta.
L'ordine del posizionamento in classifica è stato definito in base a:
- Numero di partite vinte;
- Punti;
- Ratio dei set vinti/persi;
- Ratio dei punti realizzati/subiti;
- Risultati degli scontri diretti.

## Squadre partecipanti
| Squadra            | Qualificazione                            | Ultima partecipazione                        |
| ------------------ | ----------------------------------------- | -------------------------------------------- |
| Belgio             | 1ª al torneo di qualificazione (girone C) | Polonia, Rep. Ceca, Estonia e Finlandia 2021 |
| Bulgaria           | Paese organizzatore                       | Polonia, Rep.Ceca, Estonia e Finlandia 2021  |
| Croazia            | 2ª al torneo di qualificazione (girone E) | Polonia, Rep. Ceca, Estonia e Finlandia 2021 |
| Danimarca          | 2ª al torneo di qualificazione (girone A) | / Danimarca e Polonia 2013                   |
| Estonia            | 2ª al torneo di qualificazione (girone C) | Polonia, Rep. Ceca, Estonia e Finlandia 2021 |
| Finlandia          | 1ª al torneo di qualificazione (girone B) | Polonia, Rep. Ceca, Estonia e Finlandia 2021 |
| Francia            | 9ª al campionato europeo 2021             | Polonia, Rep. Ceca, Estonia e Finlandia 2021 |
| Germania           | 6ª al campionato europeo 2021             | Polonia, Rep. Ceca, Estonia e Finlandia 2021 |
| Grecia             | 1ª al torneo di qualificazione (girone E) | Polonia, Rep. Ceca, Estonia e Finlandia 2021 |
| Israele            | Paese organizzatore                       | Italia 1971                                  |
| Italia             | Paese organizzatore                       | Polonia, Rep. Ceca, Estonia e Finlandia 2021 |
| Macedonia del Nord | Paese organizzatore                       | Polonia, Rep. Ceca, Estonia e Finlandia 2021 |
| Montenegro         | 2ª al torneo di qualificazione (girone D) | Polonia, Rep. Ceca, Estonia e Finlandia 2021 |
| Paesi Bassi        | 5ª al campionato europeo 2021             | Polonia, Rep. Ceca, Estonia e Finlandia 2021 |
| Polonia            | 3ª al campionato europeo 2021             | Polonia, Rep. Ceca, Estonia e Finlandia 2021 |
| Portogallo         | 1ª al torneo di qualificazione (girone D) | Polonia, Rep. Ceca, Estonia e Finlandia 2021 |
| Rep. Ceca          | 8ª al campionato europeo 2021             | Polonia, Rep. Ceca, Estonia e Finlandia 2021 |
| Romania            | 1ª al torneo di qualificazione (girone G) | Francia, Slovenia, Belgio e Paesi Bassi 2019 |
| Serbia             | 4ª al campionato europeo 2021             | Polonia, Rep. Ceca, Estonia e Finlandia 2021 |
| Slovenia           | 2ª al campionato europeo 2021             | Polonia, Rep. Ceca, Estonia e Finlandia 2021 |
| Spagna             | 1ª al torneo di qualificazione (girone F) | Polonia, Rep. Ceca, Estonia e Finlandia 2021 |
| Svizzera           | 2ª al torneo di qualificazione (girone G) | Italia 1971                                  |
| Turchia            | 1ª al torneo di qualificazione (girone A) | Polonia, Rep. Ceca, Estonia e Finlandia 2021 |
| Ucraina            | Wild card                                 | Polonia, Rep. Ceca, Estonia e Finlandia 2021 |

## Torneo

### Fase a gironi
I gironi sono stati sorteggiati il 16 novembre 2022 al palazzo Reale di Napoli.
| Girone A | Girone B  | Girone C           | Girone D   |
| -------- | --------- | ------------------ | ---------- |
| Belgio   | Bulgaria  | Danimarca          | Francia    |
| Estonia  | Croazia   | Macedonia del Nord | Grecia     |
| Germania | Finlandia | Montenegro         | Israele    |
| Italia   | Slovenia  | Paesi Bassi        | Portogallo |
| Serbia   | Spagna    | Polonia            | Romania    |
| Svizzera | Ucraina   | Rep. Ceca          | Turchia    |

#### Girone A

##### Risultati
| 28 agosto 2023 Unipol Arena, Bologna Durata: 1h:18 - Spettatori: 8 728       | Belgio   | 0 - 3 | Italia   | 17-25, 18-25, 15-25               |
| 30 agosto 2023 PalaEvangelisti, Perugia Durata: 1h:26 - Spettatori: 1 962    | Germania | 3 - 0 | Estonia  | 25-22, 25-19, 25-19               |
| 30 agosto 2023 PalaEvangelisti, Perugia Durata: 1h:16 - Spettatori: 2 085    | Svizzera | 0 - 3 | Serbia   | 19-25, 16-25, 19-25               |
| 31 agosto 2023 PalaEvangelisti, Perugia Durata: 1h:55 - Spettatori: 2 898    | Serbia   | 3 - 1 | Belgio   | 25-22, 18-25, 25-20, 25-20        |
| 31 agosto 2023 PalaEvangelisti, Perugia Durata: 1h:29 - Spettatori: 3 452    | Estonia  | 0 - 3 | Italia   | 17-25, 22-25, 19-25               |
| 1º settembre 2023 PalaEvangelisti, Perugia Durata: 1h:14 - Spettatori: 1 458 | Germania | 3 - 0 | Svizzera | 25-14, 25-16, 25-21               |
| 1º settembre 2023 PalaEvangelisti, Perugia Durata: 1h:23 - Spettatori: 4 752 | Serbia   | 0 - 3 | Italia   | 15-25, 19-25, 21-25               |
| 3 settembre 2023 PalaRossini, Ancona Durata: 2h:14 - Spettatori: 1 090       | Estonia  | 3 - 2 | Svizzera | 25-18, 25-21, 22-25, 21-25, 15-13 |
| 3 settembre 2023 PalaRossini, Ancona Durata: 2h:14 - Spettatori: 550         | Belgio   | 2 - 3 | Germania | 25-22, 25-17, 15-25, 22-25, 12-15 |
| 4 settembre 2023 PalaRossini, Ancona Durata: 1h:22 - Spettatori: 1 423       | Serbia   | 3 - 0 | Estonia  | 25-16, 25-23, 25-22               |
| 4 settembre 2023 PalaRossini, Ancona Durata: 1h:17 - Spettatori: 4 036       | Italia   | 3 - 0 | Svizzera | 25-19, 25-23, 25-15               |
| 5 settembre 2023 PalaRossini, Ancona Durata: 1h:44 - Spettatori: 925         | Belgio   | 3 - 1 | Estonia  | 25-18, 25-17, 12-25, 25-19        |
| 5 settembre 2023 PalaRossini, Ancona Durata: 1h:49 - Spettatori: 840         | Germania | 1 - 3 | Serbia   | 22-25, 25-20, 22-25, 19-25        |
| 6 settembre 2023 PalaRossini, Ancona Durata: 1h:21 - Spettatori: 2 075       | Svizzera | 0 - 3 | Belgio   | 20-25, 19-25, 22-25               |
| 6 settembre 2023 PalaRossini, Ancona Durata: 2h:11 - Spettatori: 5 020       | Germania | 2 - 3 | Italia   | 22-25, 25-23, 22-25, 25-14, 12-15 |

##### Classifica
| Pos. | Squadra  | Pt | G | V | P | SV | SP | Ratio | PF  | PS  | Ratio |
| ---- | -------- | -- | - | - | - | -- | -- | ----- | --- | --- | ----- |
| 1.   | Italia   | 14 | 5 | 5 | 0 | 15 | 2  | 7,500 | 402 | 326 | 1,233 |
| 2.   | Serbia   | 12 | 5 | 4 | 1 | 12 | 5  | 2,400 | 393 | 365 | 1,076 |
| 3.   | Germania | 9  | 5 | 3 | 2 | 12 | 8  | 1,500 | 448 | 407 | 1,100 |
| 4.   | Belgio   | 7  | 5 | 2 | 3 | 9  | 10 | 0,900 | 398 | 412 | 0,966 |
| 5.   | Estonia  | 2  | 5 | 1 | 4 | 4  | 14 | 0,285 | 366 | 414 | 0,884 |
| 6.   | Svizzera | 1  | 5 | 0 | 5 | 2  | 15 | 0,133 | 325 | 408 | 0,796 |

      Qualificata agli ottavi di finale.

#### Girone B

##### Risultati
| 29 agosto 2023 Palazzo della cultura e dello sport, Varna Durata: 1h:50 - Spettatori: 5 050   | Spagna    | 3 - 1 | Bulgaria  | 25-17, 25-21, 21-25, 25-19        |
| 30 agosto 2023 Palazzo della cultura e dello sport, Varna Durata: 1h:55 - Spettatori: 845     | Slovenia  | 3 - 1 | Ucraina   | 23-25, 25-22, 25-20, 25-20        |
| 30 agosto 2023 Palazzo della cultura e dello sport, Varna Durata: 1h:20 - Spettatori: 1 400   | Finlandia | 3 - 0 | Croazia   | 25-19, 25-19, 25-22               |
| 31 agosto 2023 Palazzo della cultura e dello sport, Varna Durata: 2h:01 - Spettatori: 450     | Ucraina   | 2 - 3 | Croazia   | 25-17, 22-25, 25-20, 15-25, 13-15 |
| 31 agosto 2023 Palazzo della cultura e dello sport, Varna Durata: 2h:01 - Spettatori: 5 050   | Finlandia | 1 - 3 | Bulgaria  | 26-28, 25-27, 25-15, 16-25        |
| 1º settembre 2023 Palazzo della cultura e dello sport, Varna Durata: 1h:28 - Spettatori: 985  | Finlandia | 0 - 3 | Slovenia  | 21-25, 19-25, 22-25               |
| 1º settembre 2023 Palazzo della cultura e dello sport, Varna Durata: 1h:23 - Spettatori: 650  | Croazia   | 3 - 0 | Spagna    | 25-19, 25-20, 25-22               |
| 2 settembre 2023 Palazzo della cultura e dello sport, Varna Durata: 1h:15 - Spettatori: 970   | Slovenia  | 3 - 0 | Spagna    | 25-19, 25-15, 25-15               |
| 2 settembre 2023 Palazzo della cultura e dello sport, Varna Durata: 1h:48 - Spettatori: 5 060 | Bulgaria  | 3 - 1 | Ucraina   | 20-25, 25-17, 25-20, 25-23        |
| 3 settembre 2023 Palazzo della cultura e dello sport, Varna Durata: 1h:58 - Spettatori: 1 543 | Spagna    | 3 - 1 | Finlandia | 25-21, 19-25, 25-21, 25-23        |
| 3 settembre 2023 Palazzo della cultura e dello sport, Varna Durata: 1h:51 - Spettatori: 5 100 | Bulgaria  | 1 - 3 | Croazia   | 25-22, 16-25, 22-25, 21-25        |
| 4 settembre 2023 Palazzo della cultura e dello sport, Varna Durata: 2h:17 - Spettatori: 1 550 | Ucraina   | 3 - 2 | Finlandia | 25-23, 25-17, 23-25, 24-26, 15-13 |
| 4 settembre 2023 Palazzo della cultura e dello sport, Varna Durata: 1h:14 - Spettatori: 250   | Croazia   | 0 - 3 | Slovenia  | 17-25, 18-25, 14-25               |
| 5 settembre 2023 Palazzo della cultura e dello sport, Varna Durata: 1h:26 - Spettatori: 523   | Spagna    | 0 - 3 | Ucraina   | 21-25, 21-25, 19-25               |
| 5 settembre 2023 Palazzo della cultura e dello sport, Varna Durata: 1h:54 - Spettatori: 5 200 | Slovenia  | 3 - 0 | Bulgaria  | 31-29, 25-22, 32-30               |

##### Classifica
| Pos. | Squadra   | Pt | G | V | P | SV | SP | Ratio  | PF  | PS  | Ratio |
| ---- | --------- | -- | - | - | - | -- | -- | ------ | --- | --- | ----- |
| 1.   | Slovenia  | 15 | 5 | 5 | 0 | 15 | 1  | 15,000 | 411 | 328 | 1,253 |
| 2.   | Croazia   | 8  | 5 | 3 | 2 | 9  | 9  | 1,000  | 383 | 395 | 0,969 |
| 3.   | Ucraina   | 6  | 5 | 2 | 3 | 10 | 11 | 0,909  | 459 | 460 | 0,997 |
| 4.   | Bulgaria  | 6  | 5 | 2 | 3 | 8  | 11 | 0,727  | 437 | 458 | 0,954 |
| 5.   | Spagna    | 6  | 5 | 2 | 3 | 6  | 11 | 0,545  | 361 | 397 | 0,909 |
| 6.   | Finlandia | 4  | 5 | 1 | 4 | 7  | 12 | 0,583  | 423 | 436 | 0,970 |

      Qualificata agli ottavi di finale.

#### Girone C

##### Risultati
| 30 agosto 2023 Sportski centar Boris Trajkovski, Skopje Durata: 2h:10 - Spettatori: 2 480   | Macedonia del Nord | 3 - 1 | Danimarca          | 22-25, 25-22, 25-19, 25-22 |
| 31 agosto 2023 Sportski centar Boris Trajkovski, Skopje Durata: 1h:18 - Spettatori: 210     | Montenegro         | 0 - 3 | Paesi Bassi        | 19-25, 18-25, 22-25        |
| 31 agosto 2023 Sportski centar Boris Trajkovski, Skopje Durata: 1h:22 - Spettatori: 470     | Polonia            | 3 - 0 | Rep. Ceca          | 25-17, 25-20, 25-20        |
| 1º settembre 2023 Sportski centar Boris Trajkovski, Skopje Durata: 2h:02 - Spettatori: 220  | Danimarca          | 1 - 3 | Rep. Ceca          | 15-25, 25-23, 27-29, 22-25 |
| 1º settembre 2023 Sportski centar Boris Trajkovski, Skopje Durata: 1h:42 - Spettatori: 430  | Paesi Bassi        | 1 - 3 | Polonia            | 25-23, 13-25, 19-25, 22-25 |
| 2 settembre 2023 Sportski centar Boris Trajkovski, Skopje Durata: 1h:22 - Spettatori: 180   | Paesi Bassi        | 3 - 0 | Rep. Ceca          | 25-22, 25-22, 25-22        |
| 2 settembre 2023 Sportski centar Boris Trajkovski, Skopje Durata: 1h:29 - Spettatori: 5 100 | Macedonia del Nord | 3 - 0 | Montenegro         | 25-22, 25-18, 25-20        |
| 3 settembre 2023 Sportski centar Boris Trajkovski, Skopje Durata: 2h:04 - Spettatori: 280   | Danimarca          | 1 - 3 | Montenegro         | 25-18, 29-31, 22-25, 23-25 |
| 3 settembre 2023 Sportski centar Boris Trajkovski, Skopje Durata: 1h:12 - Spettatori: 4 800 | Polonia            | 3 - 0 | Macedonia del Nord | 25-12, 25-21, 25-14        |
| 4 settembre 2023 Sportski centar Boris Trajkovski, Skopje Durata: 2h:02 - Spettatori: 110   | Danimarca          | 1 - 3 | Paesi Bassi        | 18-25, 24-26, 25-23, 20-25 |
| 4 settembre 2023 Sportski centar Boris Trajkovski, Skopje Durata: 1h:15 - Spettatori: 105   | Rep. Ceca          | 3 - 0 | Montenegro         | 25-18, 25-20, 25-15        |
| 5 settembre 2023 Sportski centar Boris Trajkovski, Skopje Durata: 1h:12 - Spettatori: 3 100 | Macedonia del Nord | 0 - 3 | Paesi Bassi        | 19-25, 19-25, 16-25        |
| 5 settembre 2023 Sportski centar Boris Trajkovski, Skopje Durata: 1h:16 - Spettatori: 275   | Polonia            | 3 - 0 | Danimarca          | 25-23, 25-9, 25-20         |
| 6 settembre 2023 Sportski centar Boris Trajkovski, Skopje Durata: 1h:01 - Spettatori: 110   | Montenegro         | 0 - 3 | Polonia            | 14-25, 11-25, 12-25        |
| 6 settembre 2023 Sportski centar Boris Trajkovski, Skopje Durata: 1h:21 - Spettatori: 5 280 | Macedonia del Nord | 0 - 3 | Rep. Ceca          | 19-25, 23-25, 17-25        |

##### Classifica
| Pos. | Squadra            | Pt | G | V | P | SV | SP | Ratio  | PF  | PS  | Ratio |
| ---- | ------------------ | -- | - | - | - | -- | -- | ------ | --- | --- | ----- |
| 1.   | Polonia            | 15 | 5 | 5 | 0 | 15 | 1  | 15,000 | 398 | 272 | 1,463 |
| 2.   | Paesi Bassi        | 12 | 5 | 4 | 1 | 13 | 4  | 3,250  | 403 | 364 | 1,107 |
| 3.   | Rep. Ceca          | 9  | 5 | 3 | 2 | 9  | 7  | 1,285  | 375 | 351 | 1,068 |
| 4.   | Macedonia del Nord | 6  | 5 | 2 | 3 | 6  | 10 | 0,600  | 332 | 373 | 0,890 |
| 5.   | Montenegro         | 3  | 5 | 1 | 4 | 3  | 13 | 0,230  | 308 | 399 | 0,771 |
| 6.   | Danimarca          | 0  | 5 | 0 | 5 | 4  | 15 | 0,266  | 415 | 472 | 0,879 |

      Qualificata agli ottavi di finale.

#### Girone D

##### Risultati
| 29 agosto 2023 Tel Aviv Arena, Tel Aviv Durata: 2h:35 - Spettatori: 840     | Grecia     | 2 - 3 | Israele    | 17-25, 29-27, 25-21, 21-25, 13-15 |
| 30 agosto 2023 Tel Aviv Arena, Tel Aviv Durata: 1h:36 - Spettatori: 500     | Turchia    | 0 - 3 | Francia    | 20-25, 28-30, 25-27               |
| 30 agosto 2023 Tel Aviv Arena, Tel Aviv Durata: 1h:27 - Spettatori: 250     | Romania    | 0 - 3 | Portogallo | 19-25, 18-25, 23-25               |
| 31 agosto 2023 Tel Aviv Arena, Tel Aviv Durata: 1h:45 - Spettatori: 400     | Francia    | 3 - 1 | Portogallo | 25-21, 25-27, 25-19, 25-15        |
| 31 agosto 2023 Tel Aviv Arena, Tel Aviv Durata: 2h:27 - Spettatori: 1 152   | Romania    | 2 - 3 | Israele    | 25-27, 25-12, 25-21, 22-25, 8-15  |
| 1º settembre 2023 Tel Aviv Arena, Tel Aviv Durata: 2h:21 - Spettatori: 188  | Romania    | 3 - 2 | Turchia    | 25-22, 18-25, 25-21, 23-25, 17-15 |
| 1º settembre 2023 Tel Aviv Arena, Tel Aviv Durata: 2h:16 - Spettatori: 210  | Portogallo | 2 - 3 | Grecia     | 25-22, 25-19, 20-25, 16-25, 12-15 |
| 2 settembre 2023 Tel Aviv Arena, Tel Aviv Durata: 2h:00 - Spettatori: 1 050 | Turchia    | 3 - 1 | Grecia     | 22-25, 26-24, 25-19, 25-23        |
| 2 settembre 2023 Tel Aviv Arena, Tel Aviv Durata: 1h:29 - Spettatori: 2 400 | Israele    | 0 - 3 | Francia    | 21-25, 27-29, 17-25               |
| 3 settembre 2023 Tel Aviv Arena, Tel Aviv Durata: 1h:58 - Spettatori: 130   | Grecia     | 1 - 3 | Romania    | 16-25, 18-25, 25-23, 20-25        |
| 3 settembre 2023 Tel Aviv Arena, Tel Aviv Durata: 1h:23 - Spettatori: 912   | Israele    | 0 - 3 | Portogallo | 22-25, 21-25, 12-25               |
| 4 settembre 2023 Tel Aviv Arena, Tel Aviv Durata: 1h:40 - Spettatori: 200   | Francia    | 1 - 3 | Romania    | 23-25, 25-16, 18-25, 21-25        |
| 4 settembre 2023 Tel Aviv Arena, Tel Aviv Durata: 2h:16 - Spettatori: 171   | Portogallo | 3 - 2 | Turchia    | 26-24, 21-25, 15-25, 28-26, 15-13 |
| 5 settembre 2023 Tel Aviv Arena, Tel Aviv Durata: 1h:08 - Spettatori: 429   | Grecia     | 0 - 3 | Francia    | 19-25, 22-25, 17-25               |
| 5 settembre 2023 Tel Aviv Arena, Tel Aviv Durata: 1h:20 - Spettatori: 1 400 | Turchia    | 3 - 0 | Israele    | 25-23, 25-13, 25-17               |

##### Classifica
| Pos. | Squadra    | Pt | G | V | P | SV | SP | Ratio | PF  | PS  | Ratio |
| ---- | ---------- | -- | - | - | - | -- | -- | ----- | --- | --- | ----- |
| 1.   | Francia    | 12 | 5 | 4 | 1 | 13 | 4  | 3,250 | 423 | 369 | 1,146 |
| 2.   | Portogallo | 9  | 5 | 3 | 2 | 12 | 8  | 1,500 | 435 | 434 | 1,002 |
| 3.   | Romania    | 9  | 5 | 3 | 2 | 11 | 10 | 1,100 | 462 | 450 | 1,026 |
| 4.   | Turchia    | 8  | 5 | 2 | 3 | 10 | 10 | 1,000 | 467 | 439 | 1,063 |
| 5.   | Israele    | 4  | 5 | 2 | 3 | 6  | 13 | 0,461 | 386 | 439 | 0,879 |
| 6.   | Grecia     | 3  | 5 | 1 | 4 | 7  | 14 | 0,500 | 440 | 482 | 0,912 |

      Qualificata agli ottavi di finale.

### Fase finale
|  | Ottavi di finale | Ottavi di finale   | Ottavi di finale |  |  | Quarti di finale | Quarti di finale | Quarti di finale |          |   | Semifinali | Semifinali | Semifinali |         |   | Finale          | Finale          | Finale          |  |
|  |                  |                    |                  |  |  |                  |                  |                  |          |   |            |            |            |         |   |                 |                 |                 |  |
|  | 1A               | Italia             | 3                |  |  |                  |                  |                  |          |   |            |            |            |         |   |                 |                 |                 |  |
|  | 4C               | Macedonia del Nord | 0                |  |  | 1A               | Italia           | 3                |          |   |            |            |            |         |   |                 |                 |                 |  |
|  | 2C               | Paesi Bassi        | 3                |  |  | 2C               | Paesi Bassi      | 2                |          |   |            |            |            |         |   |                 |                 |                 |  |
|  | 3A               | Germania           | 2                |  |  |                  |                  |                  |          |   | 1A         | Italia     | 3          |         |   |                 |                 |                 |  |
|  | 1D               | Francia            | 3                |  |  |                  |                  | 1D               | Francia  | 0 |            |            |            |         |   |                 |                 |                 |  |
|  | 4B               | Bulgaria           | 0                |  |  | 1D               | Francia          | 3                |          |   |            |            |            |         |   |                 |                 |                 |  |
|  | 2B               | Croazia            | 2                |  |  | 3D               | Romania          | 0                |          |   |            |            |            |         |   |                 |                 |                 |  |
|  | 3D               | Romania            | 3                |  |  |                  |                  |                  |          |   | 1A         | Italia     | 0          |         |   |                 |                 |                 |  |
|  | 1C               | Polonia            | 3                |  |  |                  |                  |                  |          |   |            |            | 1C         | Polonia | 3 |                 |                 |                 |  |
|  | 4A               | Belgio             | 1                |  |  | 1C               | Polonia          | 3                |          |   |            |            |            |         |   |                 |                 |                 |  |
|  | 2A               | Serbia             | 3                |  |  | 2A               | Serbia           | 1                |          |   |            |            |            |         |   |                 |                 |                 |  |
|  | 3C               | Rep. Ceca          | 0                |  |  |                  |                  |                  |          |   | 1C         | Polonia    | 3          |         |   | Finale 3º posto | Finale 3º posto | Finale 3º posto |  |
|  | 1B               | Slovenia           | 3                |  |  |                  |                  | 1B               | Slovenia | 1 |            |            |            |         |   |                 |                 |                 |  |
|  | 4D               | Turchia            | 2                |  |  | 1B               | Slovenia         | 3                |          |   |            |            |            |         |   | 1D              | Francia         | 2               |  |
|  | 2D               | Portogallo         | 0                |  |  | 3B               | Ucraina          | 1                |          |   | 1B         | Slovenia   | 3          |         |   |                 |                 |                 |  |
|  | 3B               | Ucraina            | 3                |  |  |                  |                  |                  |          |   |            |            |            |         |   |                 |                 |                 |  |

#### Ottavi di finale
| 8 settembre 2023 Palazzo della cultura e dello sport, Varna Durata: 2h:13 - Spettatori: 1 034 | Croazia     | 2 - 3 | Romania            | 17-25, 20-25, 25-17, 28-26, 12-15 |
| 8 settembre 2023 Palazzo della cultura e dello sport, Varna Durata: 1h:22 - Spettatori: 5 200 | Francia     | 3 - 0 | Bulgaria           | 25-21, 25-21, 25-15               |
| 9 settembre 2023 Palazzo della cultura e dello sport, Varna Durata: 2h:26 - Spettatori: 950   | Slovenia    | 3 - 2 | Turchia            | 20-25, 22-25, 25-21, 25-23, 15-13 |
| 9 settembre 2023 PalaFlorio, Bari Durata: 1h:15 - Spettatori: 5 000                           | Italia      | 3 - 0 | Macedonia del Nord | 25-20, 25-12, 25-15               |
| 9 settembre 2023 Palazzo della cultura e dello sport, Varna Durata: 1h:27 - Spettatori: 600   | Portogallo  | 0 - 3 | Ucraina            | 20-25, 19-25, 22-25               |
| 9 settembre 2023 PalaFlorio, Bari Durata: 2h:14 - Spettatori: 3 972                           | Paesi Bassi | 3 - 2 | Germania           | 25-20, 25-23, 22-25, 18-25, 15-12 |
| 10 settembre 2023 PalaFlorio, Bari Durata: 1h:28 - Spettatori: 3 215                          | Serbia      | 3 - 0 | Rep. Ceca          | 25-21, 26-24, 25-21               |
| 10 settembre 2023 PalaFlorio, Bari Durata: 1h:55 - Spettatori: 3 412                          | Polonia     | 3 - 1 | Belgio             | 25-16, 25-17, 23-25, 25-22        |

#### Quarti di finale
| 11 settembre 2023 Palazzo della cultura e dello sport, Varna Durata: 1h:57 - Spettatori: 1 066 | Slovenia | 3 - 1 | Ucraina     | 25-17, 31-29, 21-25, 25-23        |
| 11 settembre 2023 Palazzo della cultura e dello sport, Varna Durata: 1h:24 - Spettatori: 1 850 | Francia  | 3 - 0 | Romania     | 25-22, 25-14, 27-25               |
| 12 settembre 2023 PalaFlorio, Bari Durata: 2h:10 - Spettatori: 4 688                           | Polonia  | 3 - 1 | Serbia      | 26-28, 25-15, 36-34, 25-17        |
| 12 settembre 2023 PalaFlorio, Bari Durata: 2h:09 - Spettatori: 5 012                           | Italia   | 3 - 2 | Paesi Bassi | 19-25, 25-17, 25-16, 23-25, 15-12 |

#### Semifinali
| 14 settembre 2023 Palazzo dello Sport, Roma Durata: 1h:58 - Spettatori: 9 269 | Polonia | 3 - 1 | Slovenia | 23-25, 25-21, 25-20, 25-21 |
| 14 settembre 2023 Palazzo dello Sport, Roma Durata: 1h:31 - Spettatori: 9 629 | Italia  | 3 - 0 | Francia  | 25-21, 25-19, 25-23        |

#### Finale 3º posto
| 16 settembre 2023 Palazzo dello Sport, Roma Durata: 2h:09 - Spettatori: 10 300 | Francia | 2 - 3 | Slovenia | 22-25, 16-25, 25-21, 25-18, 11-15 |

#### Finale
| 16 settembre 2023 Palazzo dello Sport, Roma Durata: 1h:39 - Spettatori: 10 300 | Italia | 0 - 3 | Polonia | 20-25, 21-25, 23-25 |

## Classifica finale
| Pos | Squadra            | Rosa |
| --- | ------------------ | --- |
|     | Polonia            | Formazione: 3 Popiwczak, 5 Kaczmarek, 6 Kurek, 7 Kłos, 9 León, 10 Bednorz, 11 Śliwka, 12 Łomacz, 15 Kochanowski, 16 Semeniuk, 17 Zatorski, 19 Janusz, 21 Fornal, 99 Huber, CT: Grbić                               |
|     | Italia             | Formazione: 5 Michieletto, 6 Giannelli, 7 Balaso, 8 Sbertoli, 10 Scanferla, 12 Bottolo, 14 Galassi, 15 Lavia, 16 Romanò, 19 Russo, 20 Rinaldi, 23 Bovolenta, 28 Sanguinetti, 30 Mosca, CT: De Giorgi               |
|     | Slovenia           | Formazione: 2 Pajenk, 3 Planinšič, 4 Kozamernik, 6 Toman, 8 Bračko, 9 Vinčić, 10 Štalekar, 11 Koncilja, 13 Kovačič, 14 Štern, 16 Ropret, 17 Urnaut, 18 Čebulj, 19 Možič, 20 Mujanović, CT: Crețu                   |
| 4.  | Francia            | Formazione: 1 Chinenyeze, 2 Grebennikov, 4 Patry, 6 Toniutti, 7 Tillie, 9 N'Gapeth, 11 Brizard, 12 Boyer, 14 Le Goff, 16 Bultor, 17 Clévenot, 19 Louati, 23 Carle, 25 Jouffroy, CT: Giani                          |
| 5.  | Paesi Bassi        | Formazione: 1 Korenblek, 2 Keemink, 3 van Garderen, 4 ter Horst, 6 Meijs, 7 Jorna, 8 Plak, 11 Klok, 12 Tuinstra, 14 Abdel-Aziz, 16 ter Maat, 17 Parkinson, 18 Andringa, 22 Wiltenburg, CT: Piazza                  |
| 6.  | Serbia             | Formazione: 2 Kovačević, 3 Kapur, 7 Krsmanović, 8 Ivović, 10 Kujundžić, 11 Batak, 12 Perić, 14 Atanasijević, 15 Mašulović, 16 Luburić, 17 Krsteski, 18 Podraščanin, 21 Todorović, 29 Nedeljković, CT: Kolaković    |
| 7.  | Romania            | Formazione: 1 Bartha, 2 Peța, 3 Constantin, 4 Diaconescu, 5 Chiţigoi, 6 Dumitru, 7 Bălean, 9 Aciobăniţei, 11 Kosinski, 12 Bala, 13 Rață, 15 Butnaru, 19 Călin, 22 Lupu, CT: Stancu                                 |
| 8.  | Ucraina            | Formazione: 1 Polujan, 3 Mazenko, 5 Plotnyc'kyj, 7 Synycja, 9 Ostapenko, 10 Semenjuk, 11 Kanajev, 12 Jevstratov, 13 Tupčij, 14 Koval'ov, 16 Kučer, 17 Bojko, 21 Kisiljuk, 27 Ščurov, CT: Krastiņš                  |
| 9.  | Germania           | Formazione: 1 Fromm, 2 Tille, 3 Kaliberda, 5 Reichert, 9 Grozer, 10 Zenger, 11 Kampa, 12 Brehme, 13 Schott, 14 Karlitzek, 18 Krage, 19 Röhrs, 21 Krick, 25 Maase, CT: Winiarski                                    |
| 10. | Portogallo         | Formazione: 1 Sinfrónio, 2 Belo, 3 Sousa, 4 Cvetićanin, 5 Marques, 6 Ferreira, 7 Casas, 8 Violas, 12 Martins, 13 Pinto, 15 Tavares, 16 Cunha, 17 Andrade, 18 Pereira, CT: José                                     |
| 11. | Croazia            | Formazione: 1 Zhukouski, 3 Perić, 4 Nikačević, 6 Bakonji, 7 Sedlaček, 8 Jakopec, 9 Hanžič, 10 Šestan, 11 Đirlić, 13 Pervan, 14 Marelić, 17 Mihalj, 19 Zeljković, 23 Raič, CT: Énard                                |
| 12. | Rep. Ceca          | Formazione: 2 Hadrava, 3 Pfeffer, 4 Džavoronok, 5 Zajíček, 6 Moník, 7 Trojanowicz, 11 Vašina, 12 Licek, 13 Galabov, 16 Srb, 17 Šotola, 18 Janouch, 20 Špulák, 25 Polák, CT: Novák                                  |
| 13. | Turchia            | Formazione: 1 Gürbüz, 6 Bostan, 7 Bülbül, 8 Subaşı, 9 M. Lagumdžija, 10 Ekşi, 11 Gülmezoğlu, 12 A. Lagumdžija, 14 Güneş, 15 Matić, 19 Bayraktar, 20 Bayram, 53 Döne, 77 Savaş, CT: Giuliani                        |
| 14. | Belgio             | Formazione: 1 Cox, 3 Deroo, 4 D'Hulst, 8 Verhanneman, 9 D'Heer, 10 Desmet, 11 Van Hoyweghen, 12 Rotty, 13 Thys, 14 Ribbens, 20 Van de Velde, 23 Reggers, 26 Perin, 33 Fransen, CT: Zanini                          |
| 15. | Bulgaria           | Formazione: 1 Bratoev, 3 Kolev, 4 Atanasov, 5 Gocev, 8 Asparuhov, 9 Seganov, 11 Grozdanov, 13 Salparov, 17 Penčev, 19 Sokolov, 20 Karjagin, 21 Dobrev, 23 Nikolov, 24 Petkov, CT: Konstantinov                     |
| 16. | Macedonia del Nord | Formazione: 1 Angelovski, 2 Ǵ. Ǵorǵiev, 3 Efremov, 4 N. Ǵorǵiev, 5 Milev, 7 Nakov, 8 Ljaftov, 9 Lepidovski, 11 Despotovski, 15 Madjunkov, 16 Iliev, 17 Kostikj, 19 Richliev, 20 Savovski, CT: Milenkoski           |
| 17. | Spagna             | Formazione: 1 Almansa, 3 Rodríguez, 6 B. Ruiz, 7 Ramón, 10 D. Ruiz, 12 Diedhiou, 13 Villena, 14 Fornés, 18 Iribarne, 20 Gimeno, 21 Martín, 24 Sánchez, 27 Ribas, 88 Larrañaga, CT: Rivera                          |
| 18. | Israele            | Formazione: 2 Katzenelson, 3 Hershko, 4 Liberman, 5 Ben Shloosh, 7 Goldrin, 9 Genis, 10 Ariel, 11 Maron, 12 Hazan, 13 Roitman, 16 David, 17 Haver, 18 Sokolov, 19 Rura, CT: Stein                                  |
| 19. | Finlandia          | Formazione: 2 Tervaportti, 3 Hänninen, 7 Suihkonen, 8 Köykkä, 10 Marttila, 11 Haapaniemi, 12 Nikula, 13 Jokela, 14 Niinivaara, 16 Kaislasalo, 19 Breilin, 21 Ivanov, 22 Zhbankov, 23 Mäkinen, CT: Banks            |
| 20. | Grecia             | Formazione: 1 Chandrinos, 7 Petreas, 8 Tzioumakas, 9 Kokkinakīs, 10 Koumentakīs, 11 Mouchlias, 12 Voulkidīs, 14 Galiōtos, 15 Raptīs, 18 Petsias, 21 Đurić, 22 Linardos, 23 Chakas, 77 Prōtopsaltīs, CT: Boninfante |
| 21. | Montenegro         | Formazione: 1 Minić, 3 Babić, 4 Zvicer, 6 Ćaćić, 8 Joksimović, 9 Bojić, 10 Rovčanin, 12 Delić, 13 Milić, 14 Strugar, 15 Jovović, 17 Đurović, 22 Dubak, 24 Milenković, CT: Joksimović                               |
| 22. | Estonia            | Formazione: 1 Treial, 2 Vanker, 3 Allik, 6 Juhkami, 7 Teppan, 8 Tammearu, 9 Täht, 10 Maar, 11 Venno, 13 Vahter, 17 Tammemaa, 19 Aganits, 22 Keel, 30 Aru, CT: Rikberg                                              |
| 23. | Svizzera           | Formazione: 2 Harksen, 4 Jukić-Sunarić, 5 Ulrich, 6 Giger, 8 Zeller, 12 Birchler, 13 Maag, 15 Weisigk, 17 Lengweiler, 18 Zerika, 19 Perezić, 20 Migge, 21 Peter, 22 Müller, CT: Motta                              |
| 24. | Danimarca          | Formazione: 1 Hjorth, 5 Hesselholt, 6 Mikelsons, 7 Østergaard, 8 Jacobsen, 9 Nielsen, 10 Kjær, 11 Hoff, 13 Andersen, 14 Dahl, 18 Uhrenholt, 19 Larsen, 21 Jensen, 22 Madsen, CT: Knudsen                           |

|  |  |  | Qualificata al campionato mondiale 2025. |

## Premi individuali
| Premio                | Nome             | Squadra |
| --------------------- | ---------------- | ------- |
| MVP                   | Wilfredo León    | Polonia |
| Miglior palleggiatore | Marcin Janusz    | Polonia |
| Miglior opposto       | Łukasz Kaczmarek | Polonia |
| Miglior schiacciatore | Wilfredo León    | Polonia |
| Miglior schiacciatore | Daniele Lavia    | Italia  |
| Miglior centrale      | Norbert Huber    | Polonia |
| Miglior centrale      | Bedirhan Bülbül  | Turchia |
| Miglior libero        | Paweł Zatorski   | Polonia |

## Statistiche
| Rendimento individuale | Rendimento individuale | Rendimento individuale | Rendimento individuale |
| Pos.                   | Nome                   | Punti                  | Squadra                |
| ---------------------- | ---------------------- | ---------------------- | ---------------------- |
| 1                      | Rok Možič              | 152                    | Slovenia               |
| 2                      | Nimir Abdel-Aziz       | 134                    | Paesi Bassi            |
| 3                      | Klemen Čebulj          | 129                    | Slovenia               |
| 4                      | Alexandru Rață         | 125                    | Romania                |
| 5                      | Yuri Romanò            | 124                    | Italia                 |
| 6                      | Tine Urnaut            | 118                    | Slovenia               |
| 7                      | Daniele Lavia          | 116                    | Italia                 |
| 8                      | Adis Lagumdžija        | 115                    | Turchia                |
| 9                      | Alessandro Michieletto | 114                    | Italia                 |
| 10                     | Łukasz Kaczmarek       | 108                    | Polonia                |
| 10                     | Vasyl' Tupčij          | 108                    | Ucraina                |

| Attacchi vincenti | Attacchi vincenti | Attacchi vincenti | Attacchi vincenti |
| Pos.              | Nome              | Punti             | Squadra           |
| ----------------- | ----------------- | ----------------- | ----------------- |
| 1                 | Rok Možič         | 132               | Slovenia          |
| 2                 | Nimir Abdel-Aziz  | 111               | Paesi Bassi       |
| 3                 | Alexandru Rață    | 110               | Romania           |
| 4                 | Klemen Čebulj     | 109               | Slovenia          |
| 5                 | Daniele Lavia     | 103               | Italia            |
| 5                 | Tine Urnaut       | 103               | Slovenia          |
| 7                 | Yuri Romanò       | 101               | Italia            |
| 8                 | Adis Lagumdžija   | 94                | Turchia           |
| 9                 | György Grozer     | 93                | Germania          |
| 9                 | Ferre Reggers     | 93                | Belgio            |

| Muri vincenti | Muri vincenti          | Muri vincenti | Muri vincenti      |
| Pos.          | Nome                   | Punti         | Squadra            |
| ------------- | ---------------------- | ------------- | ------------------ |
| 1             | Łukasz Kaczmarek       | 22            | Polonia            |
| 1             | Jakub Kochanowski      | 22            | Polonia            |
| 3             | Norbert Huber          | 20            | Polonia            |
| 4             | Robert Călin           | 18            | Romania            |
| 5             | Roberto Russo          | 17            | Italia             |
| 6             | Filip Savovski         | 16            | Macedonia del Nord |
| 6             | Barthélémy Chinenyeze  | 16            | Francia            |
| 6             | Vladyslav Shchurov     | 16            | Ucraina            |
| 9             | Alessandro Michieletto | 15            | Italia             |
| 10            | Genadi Sokolov         | 14            | Israele            |
| 10            | Alexej Zhbankov        | 14            | Finlandia          |

| Battute vincenti | Battute vincenti       | Battute vincenti | Battute vincenti |
| Pos.             | Nome                   | Punti            | Squadra          |
| ---------------- | ---------------------- | ---------------- | ---------------- |
| 1                | Nimir Abdel-Aziz       | 15               | Paesi Bassi      |
| 1                | Oleh Plotnyc'kyj       | 15               | Ucraina          |
| 3                | Wilfredo León          | 13               | Polonia          |
| 3                | Norbert Huber          | 13               | Polonia          |
| 3                | Ruben Schott           | 13               | Germania         |
| 3                | Alessandro Michieletto | 13               | Italia           |
| 3                | Yuri Romanò            | 13               | Italia           |
| 8                | Adis Lagumdžija        | 12               | Turchia          |
| 9                | Jakub Kochanowski      | 11               | Polonia          |
| 9                | Antoine Brizard        | 11               | Francia          |